# Friedrich Wolffhardt
Friedrich Wolffhardt (* 7. Dezember 1899 in Landshut; †  1945) war ein deutscher Germanist und Bibliothekar.

## Leben
Friedrich Wolffhardt war der Sohn eines Gymnasiallehrers und besuchte das Gymnasium in Hof. Er studierte nach der Teilnahme am Ersten Weltkrieg ab 1919 Germanistik und Theologie an den Universitäten München, Erlangen und Greifswald. 1923 wurde er in Erlangen promoviert. Anschließend unterrichtete er in verschiedenen Schulen. 
Im April 1941 wurde Wolffhardt als NSDAP-Mitglied auf Vorschlag des mit ihm befreundeten Martin Bormann mit dem Aufbau einer Bibliothek im Rahmen des Sonderauftrag Linz beauftragt („Führerbibliothek“). Er leitete die Sammelstelle für die Bibliothek als Teil der Parteikanzlei im Führerbau in München im Range eines SS-Hauptsturmführers. Die Sammelstelle wurde im August 1943 in die ehemalige Villa von Camillo Castiglioni nach Grundlsee bei Bad Aussee verlegt, die Bücher 1944/1945 im Salzbergwerk Altaussee eingelagert.
Am 21. Februar 1945 wurde er auf eigenen Wunsch zum Kriegsdienst einberufen und ist seit 1945 vermisst. Laut Aufzeichnungen im US-Nationalarchiv befand sich Wolffhardt im November 1945 in einem Kriegsgefangenenlager in Ansbach. Er teilte dem Lagerpfarrer Fischer mit, dass er Informationen über den Standort einer Bibliothek habe, die von den Nazis in die Alpen verbracht worden sei, und dass er diese Informationen zur Verfügung stellen wolle, um die Sicherheit der Bibliothek zu gewährleisten.